# فهرست میراث جهانی در سوئد
میراث جهانی در سوئد تا تاریخ ۲۰۲۵ شامل ۱۵ اثر ثبت‌شدهٔ فرهنگی، طبیعی و ترکیبی در کشور سوئد توسط میراث جهانی یونسکو است. سایت‌های میراث جهانی سازمان آموزشی، علمی و فرهنگی ملل متحد، یونسکو مکان‌هایی هستند که دارای اهمیت فرهنگی یا طبیعی هستند، همان‌طور که در پیمان‌نامه میراث جهانی، که در سال ۱۹۷۲ تأسیس شده، شرح داده شده است. پادشاهی سوئد این پیمان‌نامه را در تاریخ ۲۲ ژانویه ۱۹۸۵ پذیرفت و از آن هنگام، مکان‌های طبیعی و فرهنگی سوئد دارای شرایط برای گنجانده شدن در فهرست میراث جهانی هستند.
تا تاریخ ۲۰۲۵، ۱۵ سایت میراث جهانی در سوئد قرار دارند که شامل ۱۳ سایت فرهنگی، ۱ سایت طبیعی و ۱ سایت ترکیبی (فرهنگی و طبیعی) می‌شود. نخستین سایت میراث جهانی سوئد، کاخ دروتنینگهلم بود که در پانزدهمین نشست کمیتهٔ میراث جهانی در کارتاژ، تونس در سال ۱۹۹۱ فهرست شد. تازه‌ترین سایت افزوده‌شده، خانه‌های مزرعه‌ای تزئین‌شده در هلسینگلاند است که در سال ۲۰۱۲ افزوده شد. دو سایت نیز فراملی، مشترک با کشورهای دیگر است. کرانه مرتفع / مجمع‌الجزایر کوارکن با فنلاند و هلال ژئودزی اشترووه با نه کشور دیگر مشترک است. همچنین یک سایت نیز در فهرست آزمایشی قرار دارد.

## میراث جهانی
یونسکو سایت‌ها را با ده معیار فهرست می‌کند. هر ورودی باید حداقل یکی از معیارها را داشته باشد.
| #  | نگاره                                            | نام                                    | موقعیت        | سال ثبت | ش ثبتمعیارها                       | شرح | منبع               |
| ۱  | کاخ با نمای زرد و سقف سبز، پارک روبروی آن        | کاخ دروتنینگهلم                        | استکهلم       | ۱۹۹۱    | ۵۵۹ (iv)                           | کاخ دروتنینگهلم محل سکونت خصوصی خانواده سلطنتی سوئد است که در جزیره لوون، دریاچه ملارن و در برون‌شهر استکهلم قرار دارد. پیشینهٔ این ملک به سدهٔ هفدهم می‌رسد و در سدهٔ هجدهم تغییراتی در آن اعمال شد که شامل یک تئاتر همچنان فعال، یک عمارت چینی، یک روستای کانتون و باغ‌های محاط آن است. فضای داخلی غنی کاخ، نشان‌دهندهٔ قدرت سوئد به عنوان یک ابرقدرت اروپایی در سدهٔ هفدهم است. معماری این مجموعه، تحت تأثیر کاخ ورسای بوده است. | [ ۵ ]              |
| ۲  | مردم در حال تماشای حفاری باستان‌شناسانه           | بیرکا و هوگوردن                        | استکهلم       | ۱۹۹۳    | ۵۵۵(iii), (iv)                     | این دو سایت، یک مجموعهٔ معماری از دوران وایکینگ‌ها هستند. بیرکا یک شهر تجاری مهم و یک مرکز تجاری در منطقهٔ بالتیک بود که از سال ۷۵۰ تا ۹۸۰ اوج خود را تجربه کرد. همچنین این شهر نخستین مکان جماعت مسیحیان در سوئد بود که توسط سنت آنسگار تشکیل شد. پس از اینکه سیگتونا به مرکز تجاری اصلی تبدیل شد بیرکا رو به افول رفت. سکونتگاه سلطنتی در هوگوردن باقی ماند، همانطور که سنگ‌نوشته رونی و ویرانه‌های آلسنو هوس، محل برگزاری شورای سلطنتی ۱۲۸۰، که پایه و اساس نظام ارباب‌رعیتی قرون وسطی سوئد را پایه گذاری کرد، نشان دادند. | [ ۶ ]              |
| ۳  | برخی از ساختمان‌های مجموعه با رنگ قرمز            | ذوب‌آهن انگلسبرگ                        | وستمانلاند    | ۱۹۹۳    | ۵۵۶(iv)                            | ذوب‌آهن انگلسبرگ حفظ‌شده‌ترین و کامل‌ترین نمونه از یک ملک آهنگری در سوئد از سدهٔ ۱۷ تا ۱۹ میلادی است. پیشینهٔ رسم معدن‌کاری و ذوب کردن سنگ آهن در این منطقه به سدهٔ دوازدهم میلادی می‌رسد. نخستین کوره بلند برای تولید آهن خام در سال ۱۶۸۱ ساخته شد، در حالی که کورهٔ کنونی در سال ۱۷۷۸- ۱۷۷۹ ساخته شد و شامل نوآوری‌های فناوری آن زمان می‌شد. کوره‌های آهنگری و آجرپزی سنتی در سدهٔ نوزدهم ساخته شدند. مجموعهٔ ذوب‌آهن در سال ۱۹۱۹ به دلیل ناکارآمدی اقتصادی بسته شد. بیش از ۵۰ سازه با پیشینه‌ها و کارکردهای گوناگون از جمله سازه‌های فناورانه، اداری و مسکونی نگه‌داری شده‌اند. | [ ۷ ]              |
| ۴  | کنده‌کاری‌های نشان‌دهندهٔ مردم و قایق‌ها، با رنگ قرمز | سنگ‌نگاره‌های تانوم                      | وسترا یوتلاند | ۱۹۹۴    | ۵۵۷(i), (iii), (iv)                | پیشینهٔ سنگ‌نگاره‌های کنده‌کاری‌شده بر سنگ بستر گرانیت به عصر برنز نوردیک (از ۱۷۰۰ تا ۵۰۰ پیش از میلاد) می‌رسد. حدود ۱۵۰۰ مکان با کنده‌کاری‌های نشان‌دهندهٔ انسان‌ها، جانوران، جنگ‌افزار، ابزار و دیگر موضوعات وجود دارد. این کنده‌کاری‌ها، گواهی بر زندگی و باورهای ایجادکنندگان آن است و برخی از مکان‌ها، به عنوان مراکز نخستین پرستش و آیین معاصر تفسیر شده‌اند. برخی کنده‌کاری‌ها با رنگ قرمز نشان داده شده‌اند تا توجه گردشگران را به خود جلب کند. این کنش به دلیل آسیب زدن به اصالت و وضعیت اصلی کنده‌کاری‌ها، انتقادهایی به خود داشته‌است. | [ ۸ ] [ ۹ ] [ ۱۰ ] |
| ۵  | گورستان و درختان                                 | اسکوگسکیرکوگوردن                       | استکهلم       | ۱۹۹۴    | ۵۵۸(ii), (iv)                      | اسکوگسکیرکوگوردن، یا «گورستان جنگل»، گورستانی واقع‌شده در جنوبِ مرکز استکهلم است. این گورستان توسط معماران گونار آسپلوند و سیگورد لورنتز بر مکان پیشین که شامل چاله‌های شنی و درخت‌های کاج بر آن بود ساخته شد. ساخت‌وساز آن میان سال‌های ۱۹۱۷-۱۹۲۰ انجام شد و تا سال ۱۹۴۰ ساختمان‌هایی با آن افزوده شد. اسکوگسکیرکوگوردن، نمونه‌ای قابل‌توجه از چگونگی یکپارچه‌سازی ویژگی‌های معمارانه با محیط است و تأثیر ژرفی بر طراحی گورستان در کشورهای زیادی داشته است. | [ ۱۱ ]             |
| ۶  | دیوارهای استحکامات ویزبه                         | شهر هانزایی ویزبه                      | گوتلاند       | ۱۹۹۵    | ۷۳۱(iv), (v)                       | شهر ویزبه، در جزیره گوتلاند، از سدهٔ ۱۲ تا ۱۴ مرکز اصلی اتحادیه هانزا در منطقهٔ بالتیک بود. این شهر در اصل یک سکونتگاه وایکینگ در منطقه‌ای راهبردی بر کرانه‌ای با یک بندر طبیعی بود که توسط صخره‌های شیب‌دار محافظت می‌شد. در سدهٔ ۱۳، ویزبه به یک کلان‌شهر چشمگیر تبدیل شد که توسط دیوار پدافندی نیرومندی تحت محافظت بود. بیش از ۲۰۰ انبار و خانه‌های بازرگانان از دوران سده‌های میانه حفظ شده‌اند. نقش ویزبه در نیمهٔ دوم سدهٔ ۱۴، به دلیل جنگ، دزدان دریایی و تغییر مسیرهای تجاری رو به افول رفت و با تاراج شهر توسط ارتشی از لوبک در سال ۱۵۲۵ رو به انحطاط رفت. | [ ۱۲ ]             |
| ۷  | کلیسا احاطه‌شده با خانه‌های چوبی قرمزرنگ           | گملستاد شیرکستاد                       | نوربوتن       | ۱۹۹۶    | ۷۶۲(ii), (iv), (v)                 | گملستاد بهترین نمونهٔ باقی‌مانده از یک «روستای کلیسایی» است که روزگاری در شمال اسکاندیناوی رایج بود. شهر شامل یک کلیسای سدهٔ ۱۵، کلیسای ندرلولئو و بیش از ۴۰۰ کلبهٔ چوبی برای زائرانی که یکشنبه‌ها برای مراسم مذهبی به گملستاد می‌آمدند، می‌شود. از آنجایی که ناحیهٔ دور آن کم‌جمعیت بود و سفر به شهر در شرایط آب‌وهوایی خشن، چالش‌برانگیز بود، کلبه‌ها مکانی برای اقامت زائران بودند. | [ ۱۳ ]             |
| ۸  | دلتای رودخانه، از دید بالا                       | ناحیه لاپونی                           | نوربوتن       | ۱۹۹۶    | ۷۷۴(iii), (v), (vii), (viii), (ix) | ناحیه لاپونی، سرزمین نامسکونی و طبیعی بزرگی در شمال سوئد است. مساحت آن ۹٬۴۰۰ کیلومتر مربع است و بزرگ‌ترین منطقهٔ طبیعی دست‌نخورده در جهان است. این منطقه هنوز توسط جمعیت بومی، یعنی مردم سامی که گوزن شمالی گله می‌کنند و مسیرهای مهاجرت سالانه را دنبال می کنند، پرورش می‌یابد. در این منطقه، چهار پارک ملی و دو ذخیره‌گاه طبیعی قرار دارد که برای شکل زمین یخبندان و تنوع زیستی آن مهم است. ناحیه همسایه، یعنی تیسفیورن در نروژ، آبدره واقع‌شده در هلم‌بوتن و پارک ملی راگو، برای افزوده شدن به این سایت در نظر گرفته شده است. | [ ۱۴ ] [ ۱۵ ]      |
| ۹  | کلیسایی در میانه میدان                           | بندر کلسکرونا                          | بلکینگه       | ۱۹۹۸    | ۸۷۱(ii), (iv)                      | کلسکرونا تنها شهر سوئدی ساخته‌شده به سبک باروک است. این شهر در سال ۱۶۸۰ در طول فرمانروایی کارل یازدهم ساخته شد تا به عنوان پایگاه دریایی نو برای نیروی دریایی پادشاهی سوئد، جایگزین استکهلم شود. افزون بر شهر، سایت میراث شامل ساخت‌وساز دریایی جزیره تروسه و استحکامات درونی آن، استحکامات بیرونی قلعهٔ دروتنینگهوار و قلعهٔ هونگزهولمز، خانه اعیانی هواروا و آسیاب پادشاهی لیکه‌بی می‌شود. کلسکرونا از پایگاه‌های دریایی کهن‌تر الهام گرفته بود و خود الهام‌دهندهٔ شهرها و پایگاه‌های دریایی پسین شد. | [ ۱۶ ]             |
| ۱۰ | چمنزار                                           | چشم‌انداز کشاورزی اولاند جنوبی          | کالمار        | ۲۰۰۰    | ۹۶۸(iv), (v)                       | بخش جنوبی جزیره اولاند در دریای بالتیک، توسط فلات سنگ آهک بزرگی به نام استورا آلوارت پوشیده شده است. جزیره حدود پنج هزار سال تحت سکونت بوده است. خاک خشک و بی‌ثمر آن، مانع به‌کارگیری زمین می‌شد. برای هزاران سال، مناطق خاصی به عنوان مرتع و مناطق دیگر برای کشاورزی تعیین شده‌اند. | [ ۱۷ ]             |
| ۱۱ | خلیج محاط با جنگل از دو سو                       | کرانه مرتفع / مجمع‌الجزایر کوارکن       | وسترنورلاند   | ۲۰۰۰    | ۸۹۸(viii)                          | هر دوی کرانهٔ مرتقع (در اصل تنها در فهرست قرار داشت) و جزایر کوارکن (واقع‌شده در فنلاند، افزوده‌شده به فهرست در سال ۲۰۰۶)، در خلیج بوتنی قرار دارند و شامل هزاران جزیره می‌شوند. این ناحیه نشان‌دهندهٔ آثار برجستهٔ برخاست پسایخچالی، برخاستن زمین به دنبال آب‌شدن یخسار قاره‌ای پس از آخرین بیشینه یخچالی (در نتیجه حذف شدن جرم یخچال‌ها)، حدود ۱۰٬۰۰۰ تا ۲۴٬۰۰۰ سال پیش است. افزایش ارتفاع که در برخی مکان‌ها تا حدود ۳۰۰ متر هم می‌رسد، به‌طور مداوم چشم‌انداز منطقه را تغییر می‌دهد. | [ ۱۸ ]             |
| ۱۲ | معدن روباز و زیرساخت معدن در پس زمینه            | ناحیه معدن کوه مس بزرگ فالون           | دالارنا       | ۲۰۰۱    | ۱۰۲۷(ii)(iii)(v)                   | کوه مس بزرگ، یکی از مهم‌ترین مناطق معدنی اروپا بود، به‌ویژه در تسلط در تولید مس. فعالیت‌های معدنی در سدهٔ نهم آغاز شدند و در سدهٔ هفدهم به اوج خود رسید. بارزترین ویژگی منطقه، گودال حفاری بزرگ است. افزون بر میراث معدنی و صنعتی منطقه، سکونتگاه‌های معدنی سرشمار، گواهی بر توسعهٔ جامعه و اقتصاد جوامع معدنی هستند. | [ ۱۹ ]             |
| ۱۳ | ساختمان اصلی به رنگ سفید و آنتن‌ها در پس‌زمینه     | ایستگاه رادیویی گریمتون                | هاللاند       | ۲۰۰۴    | ۱۱۳۴(ii)(iv)                       | ایستگاه رادویی گریمتون، یک ایستگاه موج بلند فرای اقیانوس اطلسی مجهز به تلگراف بی‌سیم است که در سال ۱۹۲۲-۱۹۲۴ ساخته شد. سایت شامل ساختمان‌های اصلی طراحی‌شده به سبک نوکلاسیک توسط معمار کارل اوکلربلاد و همچنین برج‌های آنتن با ارتفاع ۱۲۷ متر که در سوئد آن زمان بلندترین نوع خود بود می‌شود. این ایستگاه از یک فناوری پیشا-الکترونیکی فرستنده رادیویی به نام ژنراتور سنکرون الکساندرسون استفاده می‌کرد که همچنان فعال است. | [ ۲۰ ]             |
| ۱۴ | .                                                | هلال ژئودزی اشترووه                    | نوربوتن       | ۲۰۰۵    | ۱۱۸۷(ii), (iii), (vi)              | هلال ژئودزی اشترووه مجموعه‌ای از نقاط مثلثی و سه‌تایی است که بیش از ۲٬۸۲۰ کیلومتر (۱٬۷۵۰ مایل) از هامرفست در نروژ تا دریای سیاه طول دارد. هر کدام از این نقاط، مکان دیگری را تنها با زوایای آن از نقاط شناخته شده در هر دو انتهای خط پایه ثابت به جای فواصل تا نقطه به‌طور مستقیم مانند سه لایه اندازه‌گیری می‌کنند. با ساخت این نقاط از شمال در فنلاند تا جنوب در مولداوی، یک نصف‌النهار همراه با اندازه و شکل زمین اندازه‌گیری شد. این نقاط توسط ستاره‌شناس آلمانی، اشترووه برای یک پژوهش نقشه‌برداری ساخته شدند که برای نخستین بار اندازه‌گیری دقیق بخش طولانی از یک نصف النهار و همراه با آن اندازه و شکل زمین را انجام داد و در کل ۲۶۵ نقطه بودند. میراث جهانی شامل ۳۴ نقطه از این هلال در ده کشور (از شمال به جنون: نروژ، سوئد، فنلاند، روسیه، استونی، لتونی، لیتوانی، بلاروس، مولداوی و اوکراین) می‌شود که چهار تا از این نقاط در سوئد قرار دارند. | [ ۲۱ ]             |
| ۱۵ | خانهٔ مزرعه‌ای با رنگ قرمز و پنجره‌های سفید         | خانه‌های مزرعه‌ای تزئین‌شده در هلسینگلاند | یولبوری       | ۲۰۱۲    | ۱۲۸۲(vi)                           | این سایت شامل هفت خانهٔ مزرعه‌ای چوبی در شهرستان یولبوری می‌شود. این خانه‌ها در سدهٔ نوزدهم توسط کشاورزان مستقل ثروتمند ساخته شدند. صاحبان، هنرمندان محلی را مأمور کردند تا درون خانه‌ها را رنگ کنند و اتاق‌های ویژه یا ساختمان‌های جداگانه برای جشن‌ها، از جمله تزئین‌شده‌ترین‌ها هستند. نقاشی‌ها، نشان‌دهندهٔ ترکیبی از شیوه‌های محلی و تأثیراتی از باروک و روکوکو است. | [ ۲۲ ]             |

## فهرست آزمایشی
علاوه بر مکان‌هایی که در فهرست میراث جهانی ثبت شده‌اند، کشورهای عضو می‌توانند فهرستی از مکان‌های آزمایشی که ممکن است برای نامزدی در نظر بگیرند را داشته باشند. نامزدی برای فهرست میراث جهانی تنها در صورتی پذیرفته می‌شود که سایت قبلاً در فهرست آزمایشی ثبت شده باشد.
تا تاریخ ۲۰۲۵، سوئد تنها یک مکان در فهرست آزمایشی خود دارد.
| # | نگاره                                         | نام                    | موقعیت             | سال ثبت | ش ثبتمعیارها | شرح | م      |
| ۱ | باغ در نمای روبرو، درختان و خانه‌ها در پس‌زمینه | ظهور زیست‌شناسی نظام‌مند | کرونوبری و اوپسالا | ۲۰۰۹    | ۵۴۹۱(vi)     | این ملک درخواستی، شامل مکان‌های مربوطٔ به پیدایش زیست‌شناسی نظام‌مند امروزی است. شامل ۱۳ سایت در ۸ کشور می‌شود. بخش‌های سوئدی مربوط به زندگی و آثار کارل لینه، شامل روس‌هولت (زادگاه او، در نگاره)، باغ لینه، موزهٔ لینیا، هرباتیونس اوپسالینسس، ذخیره‌گاه طبیعی هوگادولن-نوستن، ذخیره‌گاه طبیعی فبودموسن، اورایک فیریس و هاماربی لینه می‌شوند. | [ ۲۴ ] |